# Carcinosarcoma delle cavità nasali e dei seni paranasali
Il carcinosarcoma delle cavità nasali e/o dei seni paranasali (abbreviato CCNSP) è una neoplasia bifasica estremamente rara della testa, caratterizzata da un alto potenziale maligno e da bassa tendenza a metastatizzare.
Le componenti di questo tumore multiple, ovvero i tessuti coinvolti nella formazione della neoplasia sono sia di tipo mesenchimale che epiteliale.

## Storia
Questa neoplasia è stata descritta per la prima volta da I. Meyer nel 1957.

## Epidemiologia
Il CCNSP è una neoplasia estremamente rara con 14 casi descritti nella letteratura medica dal 1957. Questa neoplasia fino ad oggi ha colpito solo adulti (nessun caso pediatrico) tra la quarta ed ottava decade (età media 59,9 anni, range 47-88 anni).